# 富田町 (臺北市)
富田町為臺灣日治時期臺北市之行政區，位於市區東南角，水道町之東。戰後劃入古亭區，今為臺北市大安區新生南路三段、羅斯福路三段、四段、基隆路三段之一部份，台北帝國大學是此町的地標。
本地原名頂內埔，與東側的下內埔及西側的林口（頂內埔森林之入口）相對應。

## 町內設施
- 台北帝國大學（現台灣大學）
- 總督府農業試驗所（現台灣科技大學）
- 總督府養蠶所（現民族國中）